# Добреничі
45°20′ пн. ш. 15°23′ сх. д. / 45.34° пн. ш. 15.39° сх. д.
Добреничі (хорв. Dobrenići) — населений пункт у Хорватії, у Карловацькій жупанії у складі громади Генеральський Стол.

## Населення
Населення за даними перепису 2011 року становило 305 осіб.
Динаміка чисельності населення поселення: